# Erwin Chvojka
Erwin Chvojka (* 16. Februar 1924 in Wien; † 12. Jänner 2013 ebenda) war ein österreichischer Literaturwissenschaftler und der Gründungsvorsitzende der Theodor Kramer Gesellschaft.
Chvojkas Ausbildungszeit war zunächst stark beeinträchtigt durch das NS-Regime. Nach siebenjährigem Studienverbot studierte er an der Universität Wien Germanistik, Anglistik und Geschichte. Anschließend wirkte er als Lehrer an verschiedenen Wiener Gymnasien. 1975 bis 1989 war er Direktor des Bundesgymnasiums Wien XVI.
Chvojka war Autor verschiedener Schulbücher und hat zahlreiche
Veröffentlichungen zu literarischen und historischen Themen verfasst. Chvojka war der von Theodor Kramer selbst eingesetzte Verwalter und Herausgeber von dessen Nachlass.